# Rode rotslijster
De rode rotslijster (Monticola saxatilis) is een zangvogel uit de familie Muscicapidae (Vliegenvangers) en de onderfamilie van de "kleine lijsterachtigen". De vogel komt voor in bergachtig gebied van Zuid-Europa tot in West- en Midden-Azië.

## Kenmerken
De rode rotslijster is 17 tot 20 cm lang. Het is een middelgrote, gedrongen, lijsterachtige vogel met een vrij lange snavel. Het mannetje in zomerkleed is dof lichtblauw op de kop en roestrood op de borst en buik, met donkere vleugels en wit op de rug. Het vrouwtje, onvolwassen vogels en het mannetje in de winter zijn bruin met een gebandeerde borst en gemarmerd op de rug. In de winter heeft het mannetje vaak witte vlekken op de rug.

## Leefwijze
Het voedsel bestaat uit insecten en bessen.

## Verspreiding en leefgebied
De rode rotslijster broedt in Zuid-Europa en vervolgens in een brede band door West- en Midden-Azië tot in China. Het leefgebied is droog, open rotsig terrein in heuvel- en berggebied, meestal boven de 1500 m boven de zeespiegel. Het is een uitgesproken trekvogel. Alle populaties overwinteren in Afrika ten zuiden van de Sahara. Vroeger was de rode rotslijster ook in Midden-Europa broedvogel.

## Status
De rode rotslijster heeft een enorm groot verspreidingsgebied en daardoor alleen al is de kans op uitsterven uiterst gering. De grootte van de populatie is in 2015 geschat op 0,8 tot 2,9 miljoen individuen en de trend is negatief. De rode rotslijster staat als niet bedreigd op de Rode Lijst van de IUCN.

### Voorkomen in NW-Europa en Nederland
De rode lijster is nu dwaalgast in Noordwest-Europa. In Nederland zijn 17 gedocumenteerde waarnemingen waarvan er 14 tussen 1998 en 2021.

## Galerij

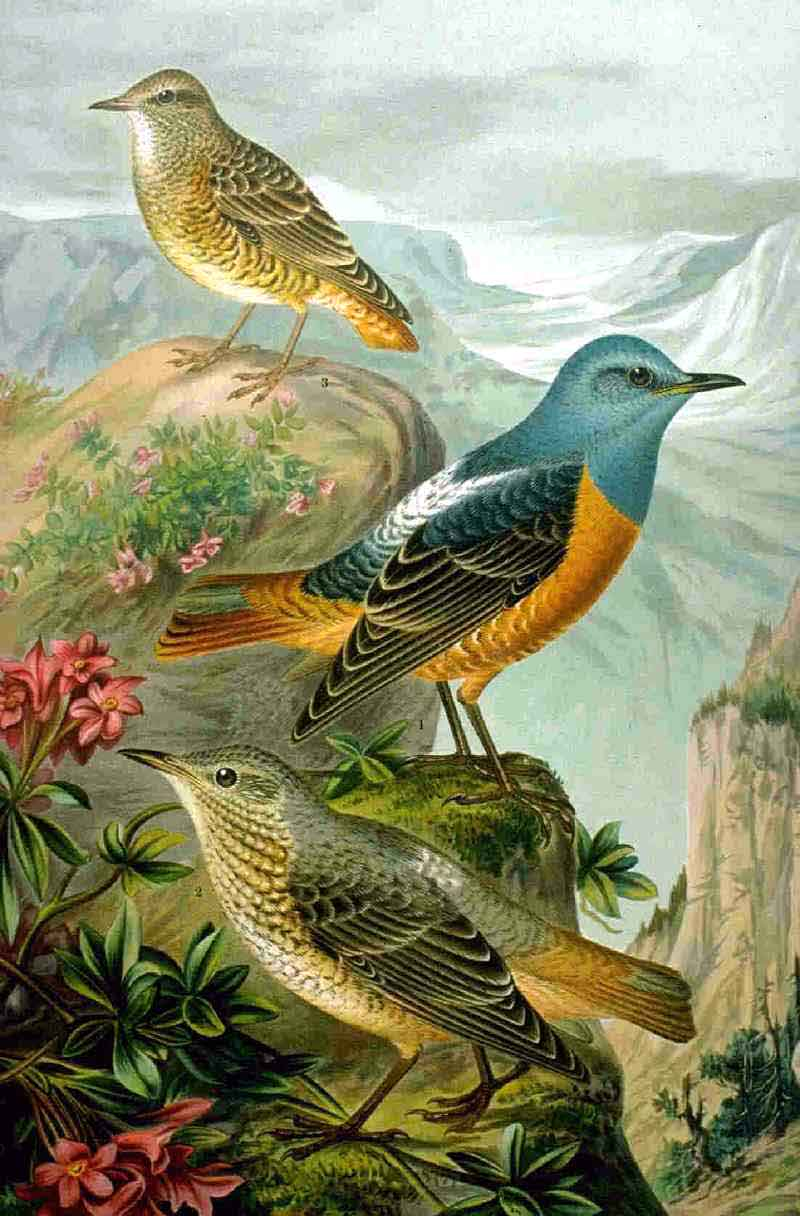
Illustratie uit Naumann, Naturgeschichte der Vögel Mitteleuropas
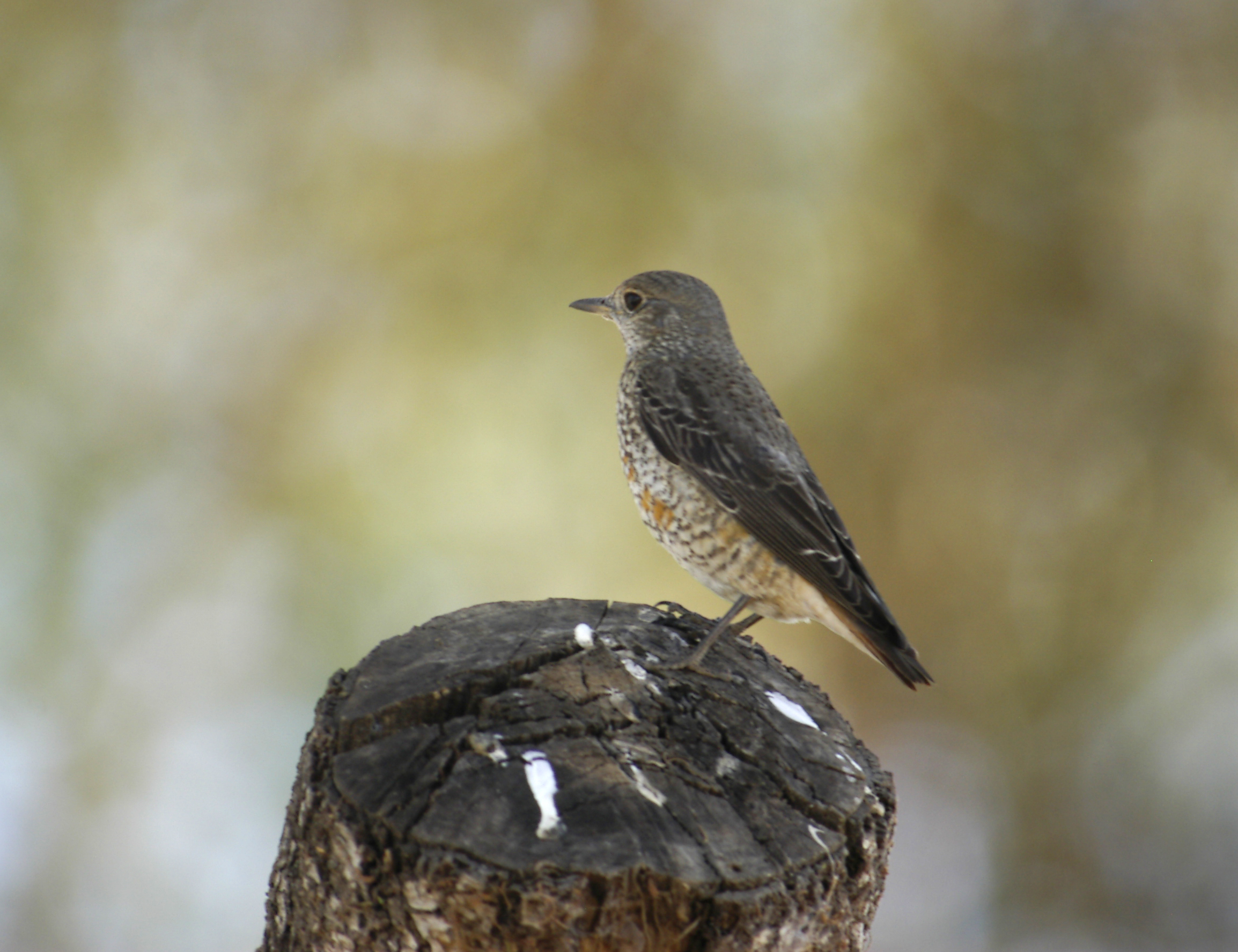
Vrouwtje
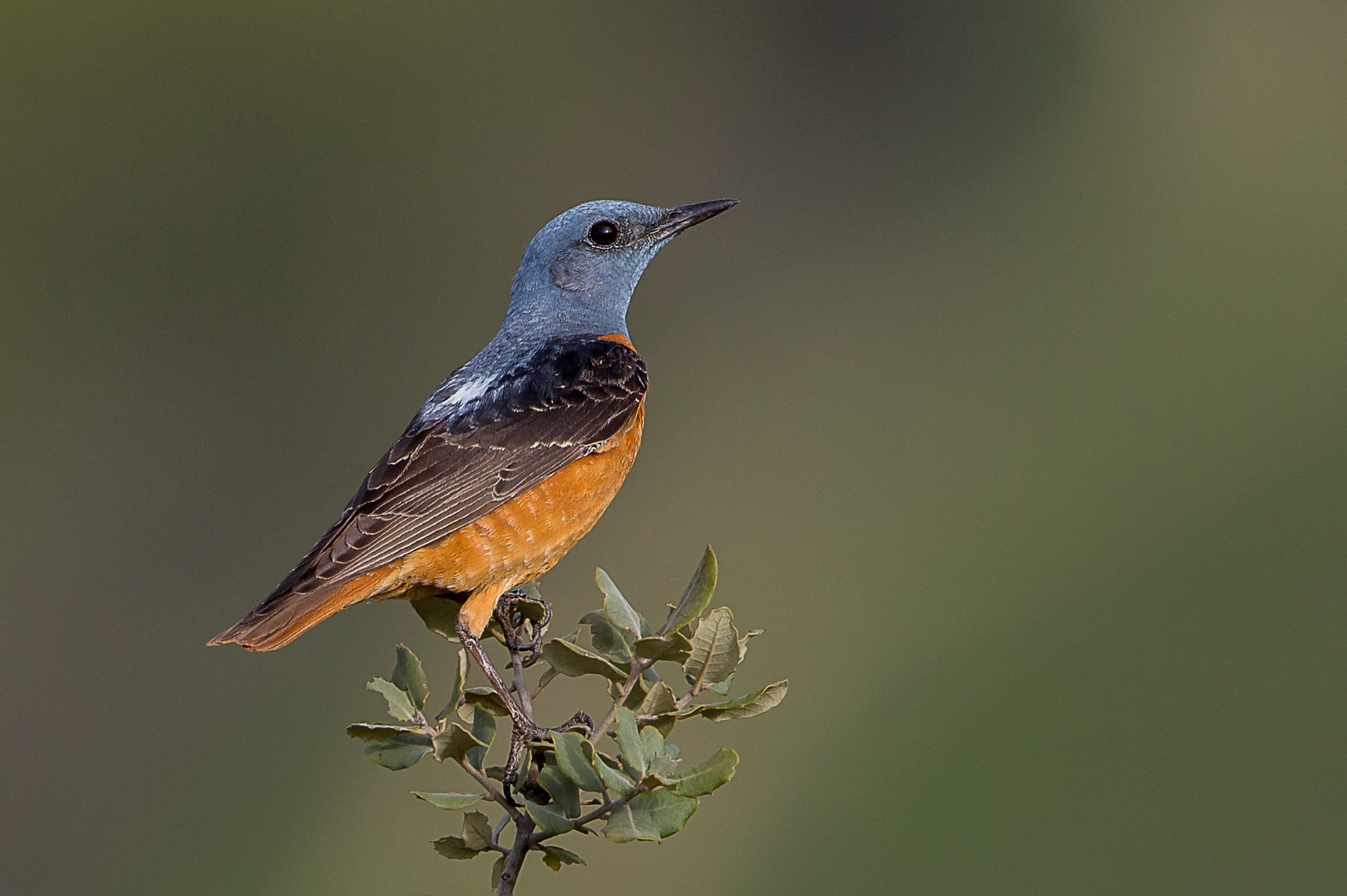
Mannetje
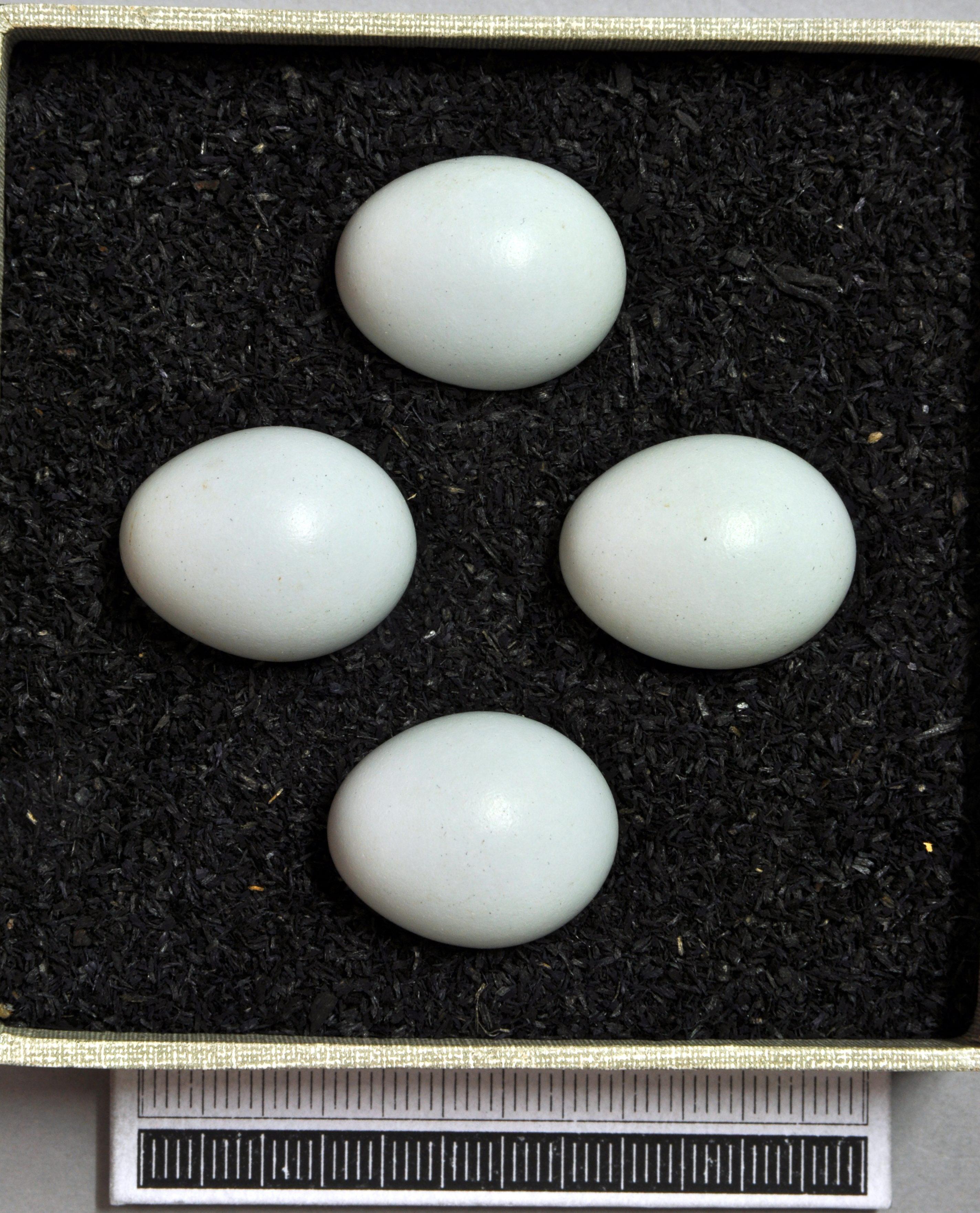
Eieren